# Karsten Knolle
Karsten Knolle (ur. 17 stycznia 1939 w Neinstedt, zm. 3 stycznia 2024) – niemiecki polityk, dziennikarz, poseł do Parlamentu Europejskiego V kadencji.

## Życiorys
Kształcił się w szkole przemysłowo-handlowej, po czym odbył służbę wojskową w jednostce spadochroniarzy. Uczył się zawodu dziennikarza w Hanowerze, po czym od 1971 do 1990 pracował w tym zawodzie w Bonn.
W 1968 został członkiem Unii Chrześcijańsko-Demokratycznej. W latach 90. pełnił kierownicze funkcje w strukturach CDU w Quedlinburgu i następnie we władzach regionalnych. W latach 1991–1998 zasiadał w landtagu Saksonii-Anhaltu.
W 1999 z listy Unii Chrześcijańsko-Demokratycznej objął mandat deputowanego do Parlamentu Europejskiego. Był m.in. członkiem grupy chadeckiej oraz Komisji Rozwoju i Współpracy. W PE zasiadał do 2004.